# I falsari (film 1937)
I falsari è un film del 1937, diretto dal regista Albert Herman.